# Place Charles-de-Gaulle
La piazza Charles de Gaulle (in francese place Charles-de-Gaulle) è una delle più grandi piazze di Parigi, chiamata così dal 1970 quando fu rinominata in onore del generale e presidente francese de Gaulle. In precedenza, essa era chiamata piazza della Stella (in francese place de l'Étoile) poiché il suo centro è il punto di intersezione di sei viali, i quali, dipartendosi dal centro della piazza, danno origine a dodici strade, di cui la più famosa è l'avenue des Champs-Élysées. L'Axe historique di Parigi passa attraverso la piazza e la divide quasi esattamente a metà.

## Storia
Tra il 1806 e il 1836 nella piazza fu edificato l'Arco di Trionfo, mentre durante il secondo impero francese (1852 - 1870), nell'ambito della trasformazione di Parigi voluta da Haussmann, furono creati i vari viali che intersecano la piazza.

Nonostante la nuova denominazione, avvenuta più di quaranta anni fa, la piazza, in genere, è ancora indicata con il suo nome originario o con l'abbreviazione l'Étoile.

Galleria storica
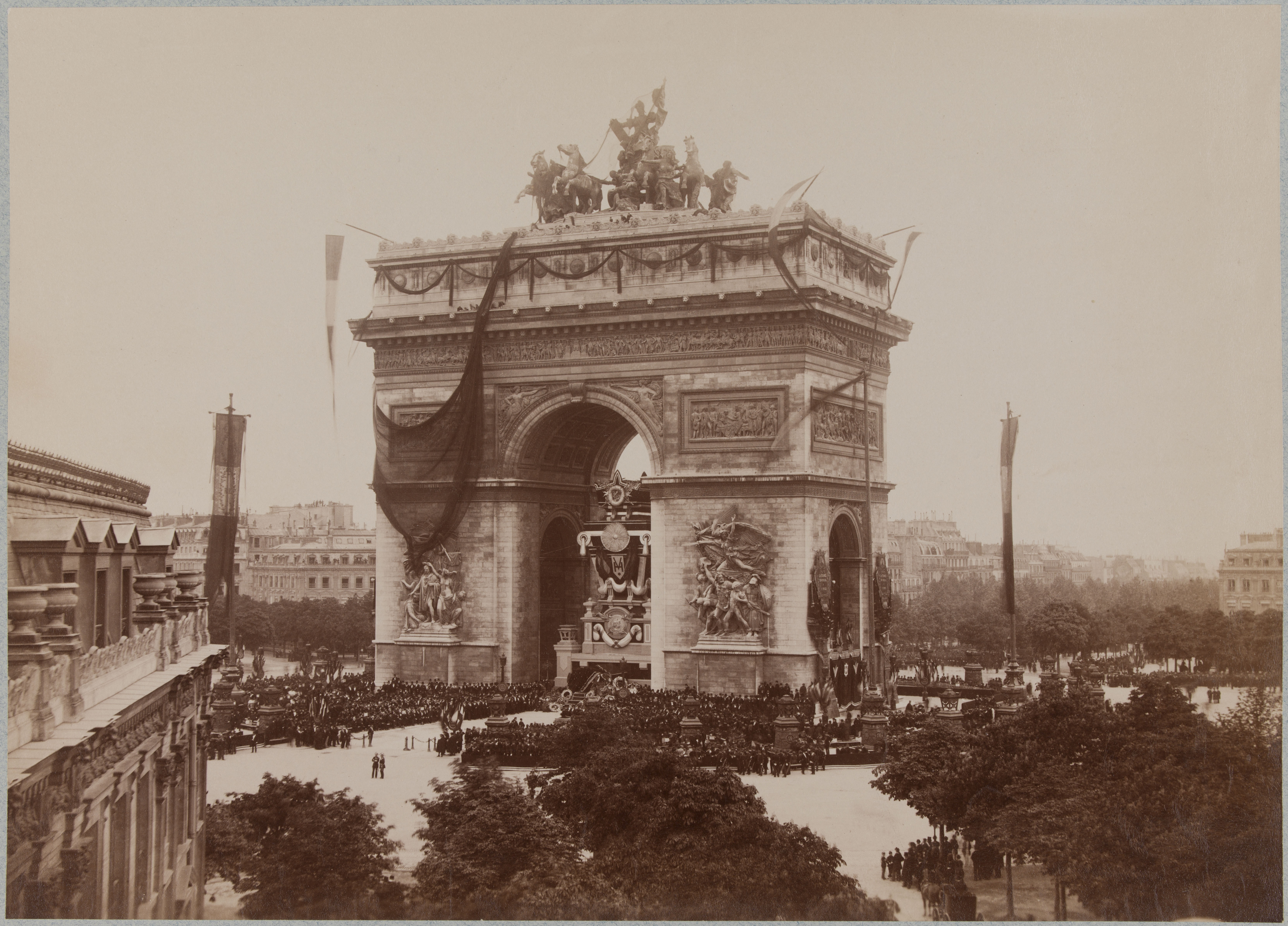
I funerali di stato per Victor Hugo, il 31 maggio 1885.
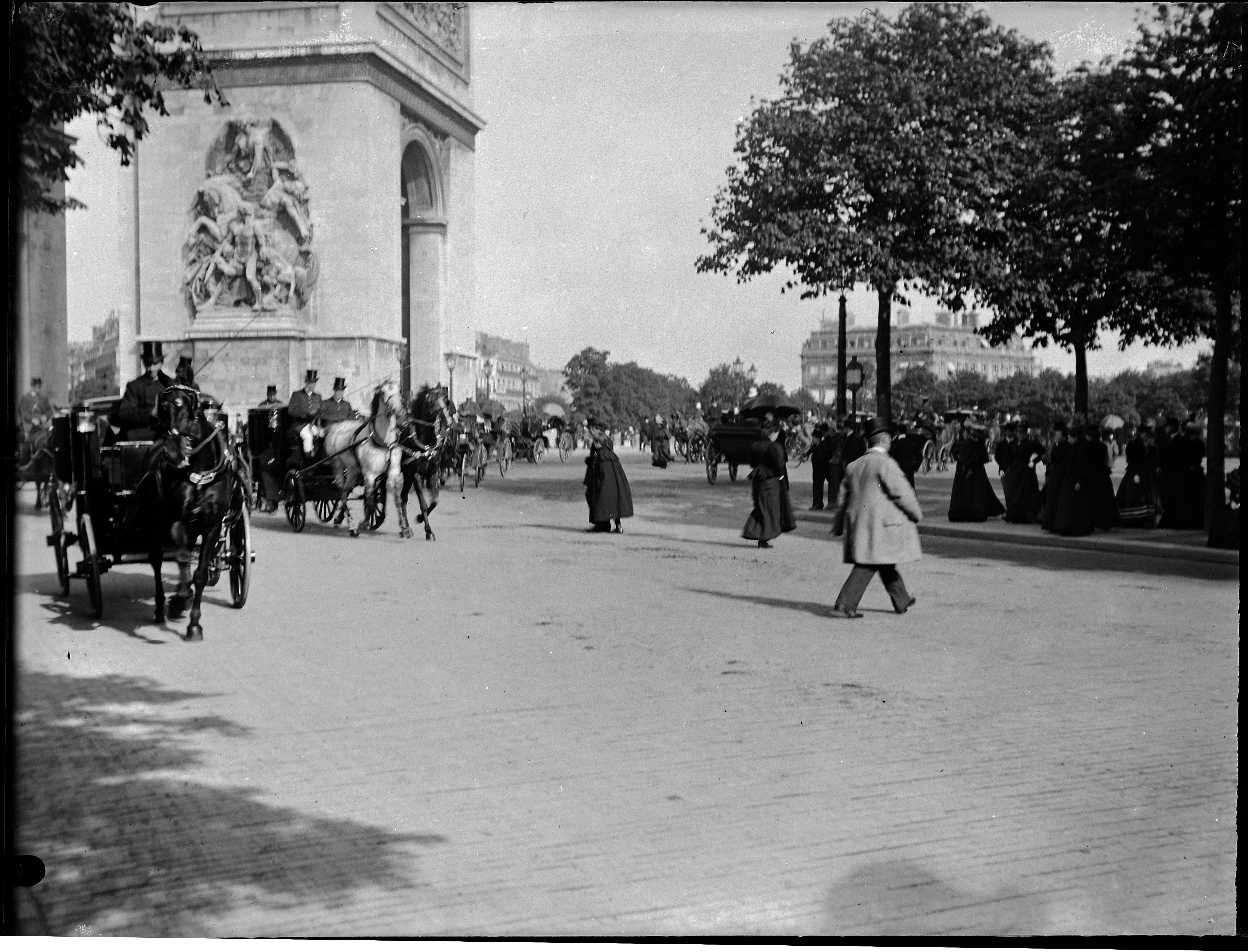
Place de l'Étoile nell'aprile 1898
Place de l'Étoile appena 6-10 anni dopo, tra il 1904 e il 1908: si nota già la presenza dei nuovi tram elettrici.
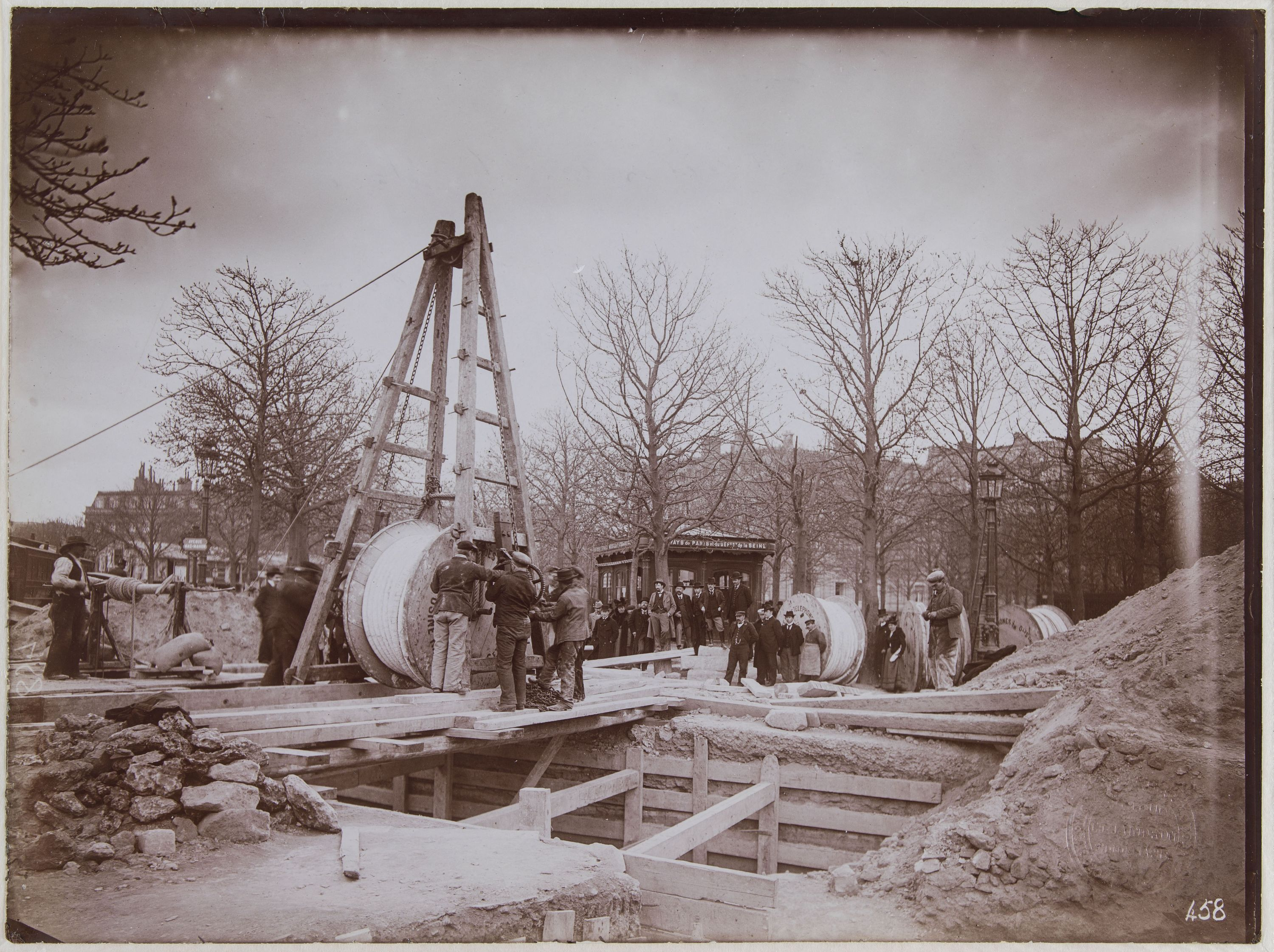
Posa di cavi elettrici lungo la piazza, il 13 aprile 1900.
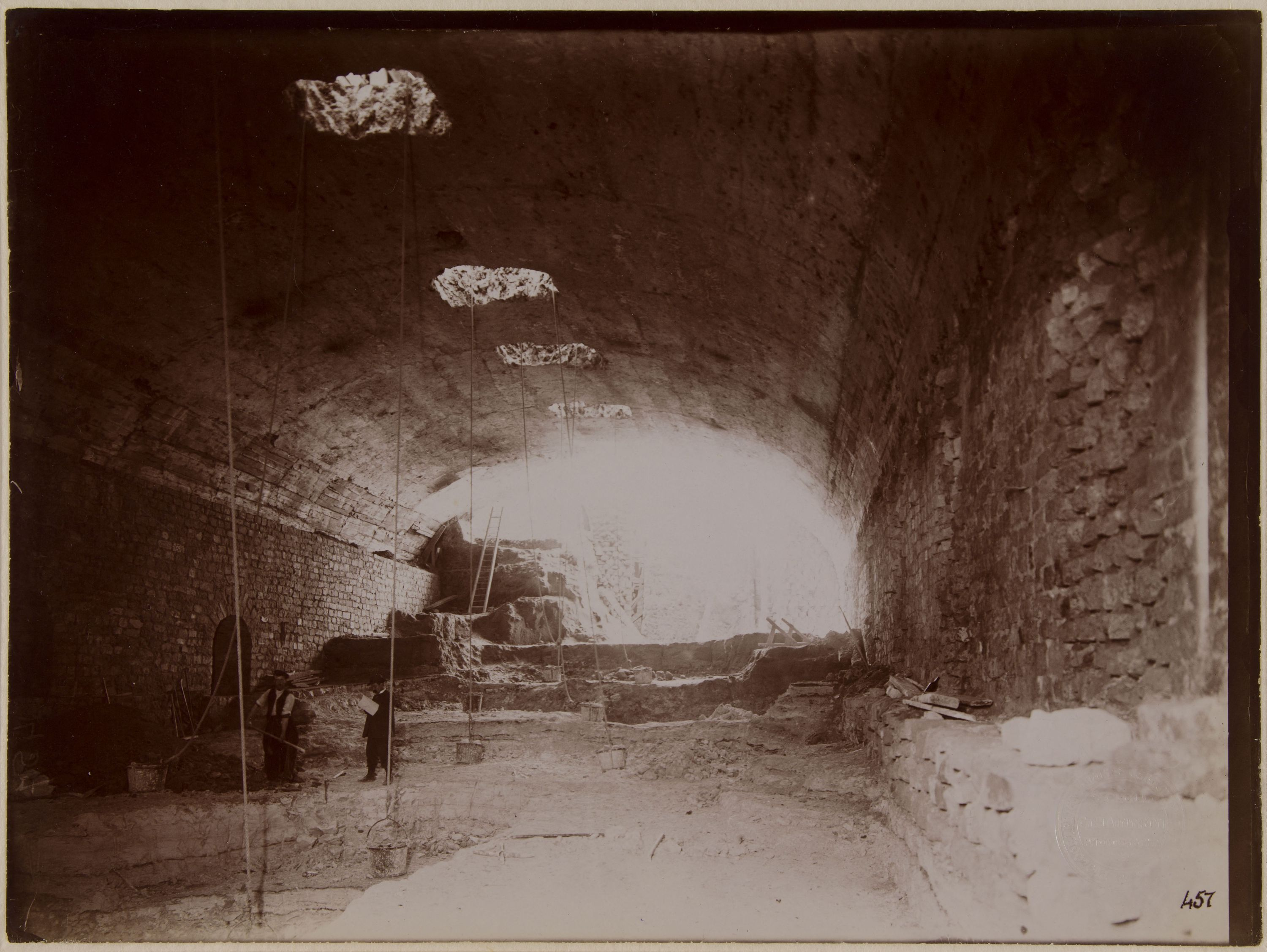
Installazione di cavi elettrici durante la costruzione della stazione metropolitana della piazza, il 13 aprile 1902.
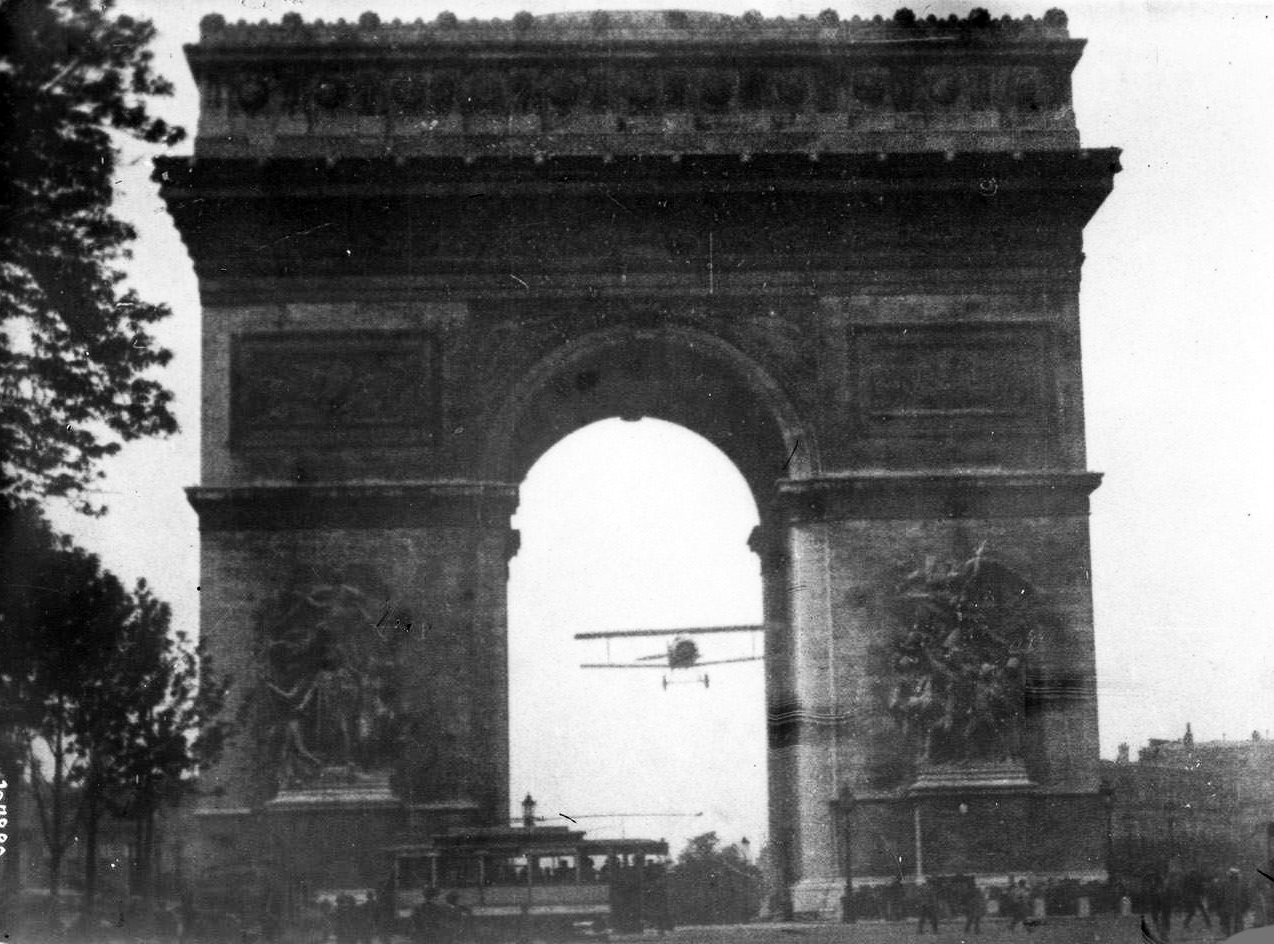
Il famoso volo di Charles Godefroy sotto l'Arco di Trionfo, il 7 agosto 1919.

## Descrizione

Vista aerea ale della piazza, in cui si osservano le 12 strade che si dipartono in forma radiocentrica

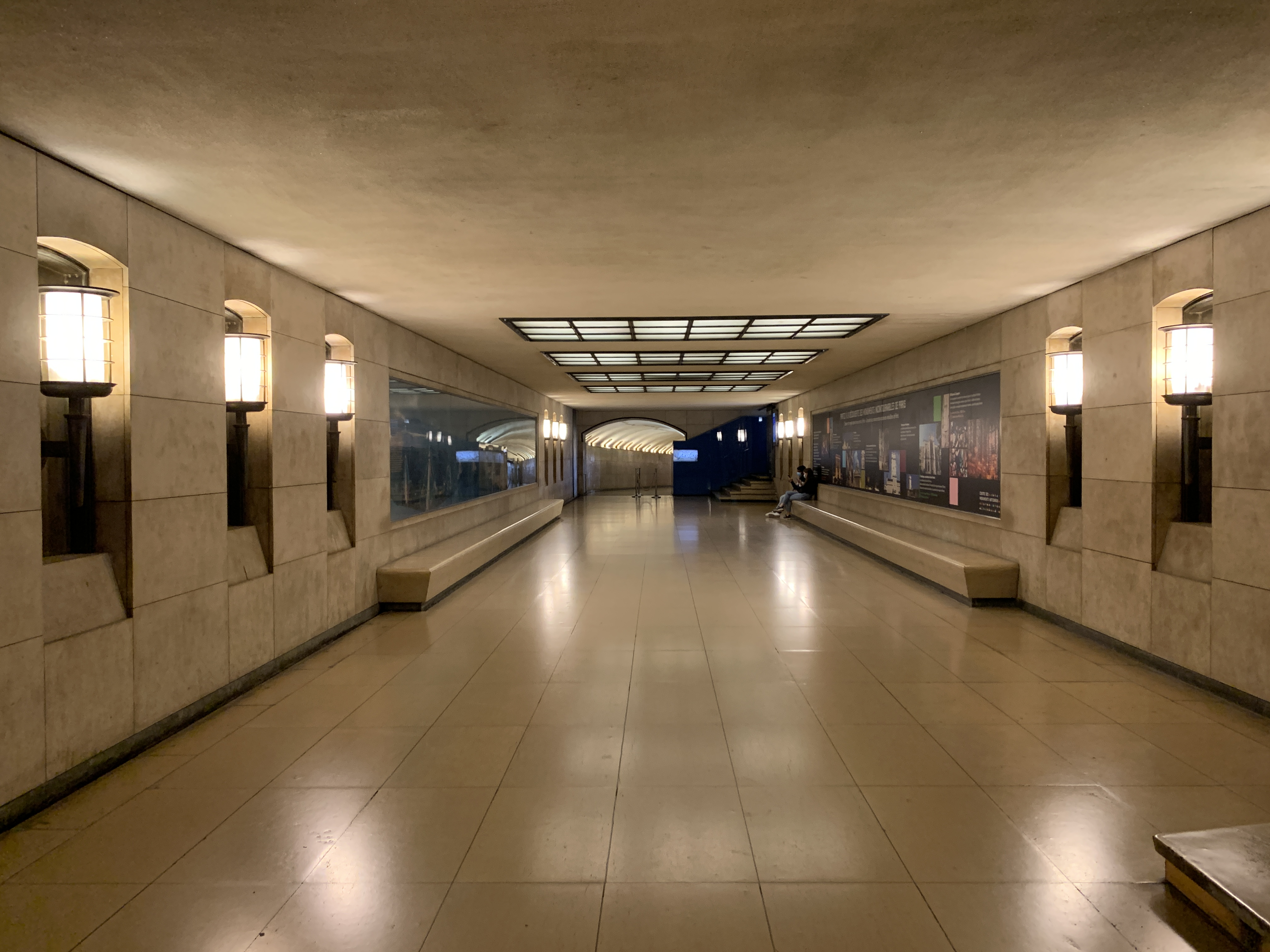
Il Passage du Souvenir, sotto la piazza.

La piazza ha un diametro di 241 metri ed è servita dalle linee n. 2, 6 e 1 della Metropolitana di Parigi, confluenti nella stazione stazione Charles de Gaulle-Étoile. Per evitare l'intersezione di pedoni e traffico stradale, sono disponibili sottopassi ad ogni angolo della piazza, tra i quali quello più famoso è il Passage du Souvenir.

### Situazione e accessi
La piazza è nota soprattutto perché in corrispondenza del suo centro si erge l'Arco di Trionfo, uno dei monumenti più famosi al mondo.

Piazza Charles de Gaulle, Parigi